# Cyanea citrae
Cyanea citrae is een schijfkwal uit de familie Cyaneidae. De kwal komt uit het geslacht Cyanea. Cyanea citrae werd in 1910 voor het eerst wetenschappelijk beschreven door Kishinouye. 